# Parque nacional Michaelmas y Cayos Upolu
Michaelmas y Cayos Upolu es un parque nacional en Queensland (Australia), ubicado a 1409 km al noroeste de Brisbane.